# Buccaneers Rugby Football Club
Pour les articles homonymes, voir Buccaneer.
 Buccaneers RFC  est un club de rugby irlandais basé dans la ville d'Athlone, en république d'Irlande qui évolue dans le championnat irlandais de première division. Le club est affilié à la fédération du Connacht et ses joueurs peuvent être sélectionnés pour l’équipe représentative de la région, Connacht Rugby.

## Histoire
Né en 1994 de la fusion entre Athlone RFC et Ballinasloe RFC, Buccaneers RFC tire son nom des Shannon Buccaneers, un club des années 1930. Les Buccs jouaient leurs matches alternativement dans les deux villes, distantes de 15 km. Le club remporte le titre de Troisième Division en 1996, puis en 1998 assure la montée en Première Division sous les ordres d'Eddie O'Sullivan, ancien entraîneur de l'équipe d’Irlande. À la surprise générale, le club finit cette saison 1999 à la troisième place. En 2005, Ballinasloe a repris son indépendance, mais le club a conservé son nom de Buccaneers.

## Palmarès
- Vainqueur du Championnat du Connacht en 1998, 1999, 2000, 2004, 2006, 2007, 2008, 2011, 2016, 2017, 2018, 2019 et 2023.
- Vainqueur de la Coupe du Connacht en 1995, 1999, 2000, 2004, 2006, 2007, 2015, 2017 et 2022.

## Joueurs célèbres
- Noel Mannion
- Leo Galvin
- Kevin Barrett